# Shewanella livingstonensis
Shewanella livingstonensis es una especie de bacteria.  Sus células son psicrofílicas , gramnegativas, con forma de bastón, facultativamente anaeróbicas y móviles por medio de un único flagelo polar.  Su tipo de deformación es LMG 19866 T. 

## Otras lecturas
- Stapleton Jr, RD y VP Singh, editores.  Biotransformaciones: tecnología de biorremediación para la salud y protección del medio ambiente: tecnología de biorremediación para la salud y protección del medio ambiente.  Vol. 36.  Acceso en línea a través de Elsevier, 2002.
- Pakchung, Amalie A. H.; Soe, Cho Z.; Codd, Rachel (2008). «Studies of Iron-Uptake Mechanisms in Two Bacterial Species of theShewanellaGenus Adapted to Middle-Range (Shewanella putrefaciens) or Antarctic (Shewanella gelidimarina) Temperatures». Chemistry & Biodiversity 5 (10): 2113-2123. ISSN 1612-1872. PMID 18972501. doi:10.1002/cbdv.200890192.
- Nealson, Kenneth H.; Scott, James (2006). Ecophysiology of the Genus Shewanella. pp. 1133-1151. ISBN 978-0-387-25496-8. doi:10.1007/0-387-30746-X_45.
- Park J; Kawamoto J; Esaki N; Kurihara T (March 2012). «Identification of cold-inducible inner membrane proteins of the psychrotrophic bacterium, Shewanella livingstonensis Ac10, by proteomic analysis». Extremophiles : Life under Extreme Conditions 16 (2): 227-36. PMID 22212654. doi:10.1007/s00792-011-0422-z.
- Kawamoto, J.; Kurihara, T.; Yamamoto, K.; Nagayasu, M.; Tani, Y.; Mihara, H.; Hosokawa, M.; Baba, T. et al. (2008). «Eicosapentaenoic Acid Plays a Beneficial Role in Membrane Organization and Cell Division of a Cold-Adapted Bacterium, Shewanella livingstonensis Ac10». Journal of Bacteriology 191 (2): 632-640. ISSN 0021-9193. PMC 2620826. PMID 19011019. doi:10.1128/JB.00881-08.
- Kawamoto J; Kurihara T; Kitagawa M; Kato I; Esaki N (November 2007). «Proteomic studies of an Antarctic cold-adapted bacterium, Shewanella livingstonensis Ac10, for global identification of cold-inducible proteins». Extremophiles : Life under Extreme Conditions 11 (6): 819-26. PMID 17618403. doi:10.1007/s00792-007-0098-6.
- Dai, Xian-Zhu; Kawamoto, Jun; Sato, Satoshi B.; Esaki, Nobuyoshi; Kurihara, Tatsuo (2012). «Eicosapentaenoic acid facilitates the folding of an outer membrane protein of the psychrotrophic bacterium, Shewanella livingstonensis Ac10». Biochemical and Biophysical Research Communications 425 (2): 363-367. ISSN 0006-291X. PMID 22842563. doi:10.1016/j.bbrc.2012.07.097.